# Abbazia di San Pietro nella Foresta Nera

L'abbazia imperiale di San Pietro nella Foresta Nera o Abbazia di San Pietro, Schwarzwald (in tedesco Kloster St. Peter auf dem Schwarzwald) è un ex monastero benedettino nel villaggio di Sank Peter, nel circondario di Brisgovia-Alta Foresta Nera, nel Baden-Württemberg, in Germania. Fu un'abbazia imperiale. 

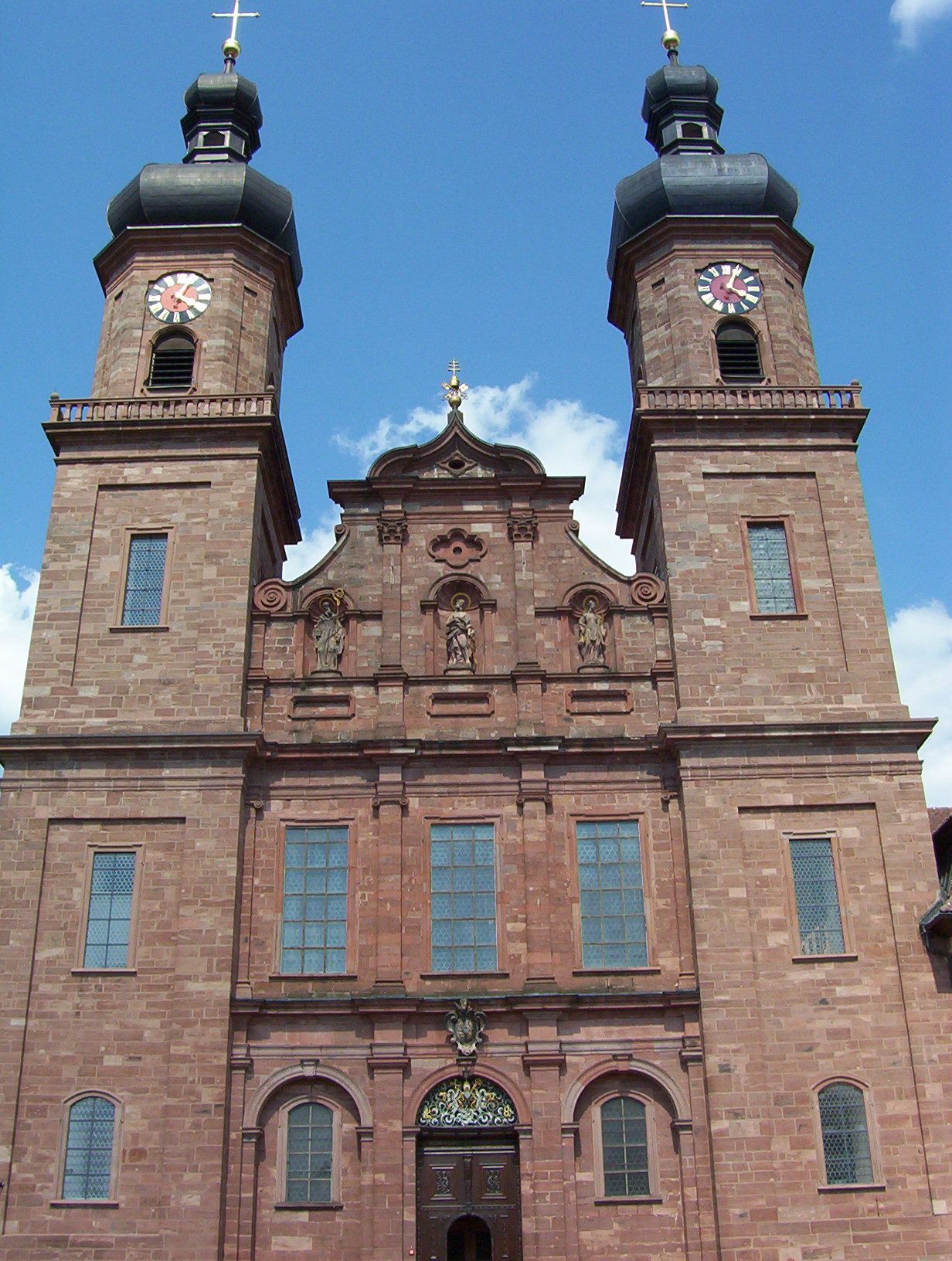
Chiesa abbaziale

## Storia
La comunità monastica di San Pietro era il monastero familiare e luogo di sepoltura della dinastia Zähringen. Fu fondata a Weilheim, nel 1073 o prima, ma fu costretta da un'azione militare ostile durante la lotta per le investiture a trasferirsi a Hirsau. Il duca Bertoldo II di Zähringen (1078-1111) lo rifondò come monastero di famiglia, ma nel 1090 decise di trasferirlo nel sito che oggi è Sank Peter.
Qui si sviluppò presto come un monastero benedettino riformato che rispondeva direttamente al papato, come testimoniato, ad esempio, dal privilegio di papa Urbano II del 10 marzo 1095. I vögte (signori protettori) erano inizialmente la famiglia Zähringen ma, alla fine del XIII secolo, furono succeduti dai conti di Urach, contro i quali i monaci furono infine obbligati a cercare la protezione dell'Imperatore Carlo IV. Nel 1526 l'ufficio passò agli Asburgo.
Grazie ai doni degli Zähringen e dei loro ministeriali, l'abbazia acquisì notevoli proprietà, in particolare nell'XI e XII secolo, situate nelle immediate vicinanze, nella Brisgovia e nella regione del Baar, vicino a Weilheim. L'abbazia, come la maggior parte degli altri proprietari terrieri dell'epoca, subì significative perdite di reddito e di inquilini dopo la metà del XIV secolo.

L'abbazia subì incendi disastrosi nel 1238 e di nuovo nel 1437. Essa perse l'importanza nel periodo medievale successivo e le riforme monastiche del XV secolo ebbero scarso effetto. Tuttavia essa riuscì a mantenere intatte le sue proprietà, anche attraverso i problemi scaturiti della Riforma. I locali furono ricostruiti in stile barocco nei secoli XVII e XVIII; l'attuale chiesa con le due torri a cipolla ("Zwiebeltürme") fu costruita nel 1720. L'architetto era Peter Thumb e l'opulenta decorazione barocca era di Franz Joseph Spiegler (55 affreschi, 1727) e Joseph Anton Feuchtmayer (sculture), tra gli altri artisti e artigiani. Anche Peter Thumb costruì la biblioteca. L'abbazia fu sciolta nella secolarizzazione del 1806. 

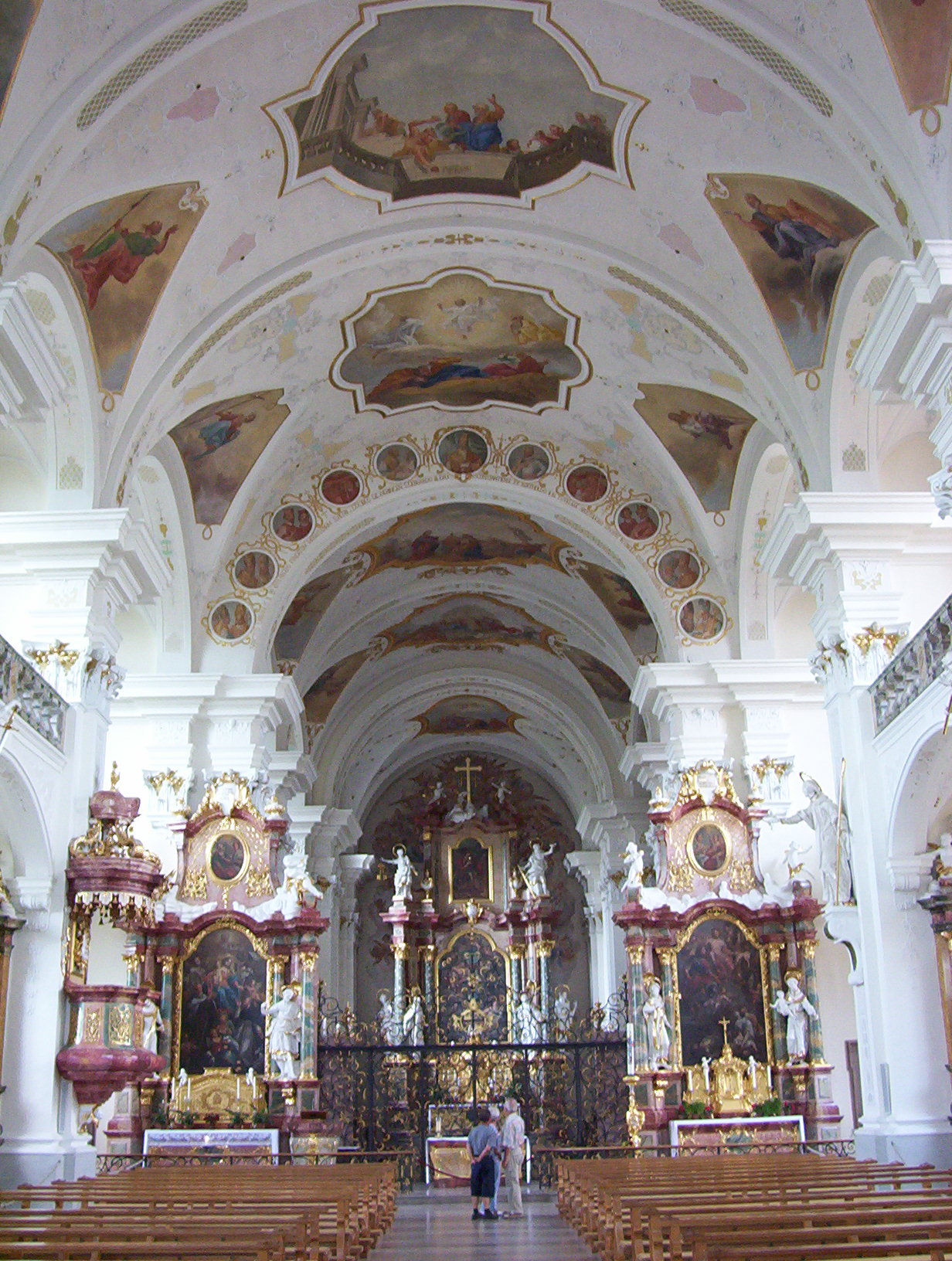
Chiesa abbaziale, interno

## Abati
- Adalbero (1093–1100)
- Ugo I (1100–08)
- Eppo (1108–32)
- Gozmann (1132–37)
- Markward (1154–83)
- Rodolfo di Reutenhalden (1183–91)
- Bertoldo I (1191–1220)
- Enrico I (1220–55)
- Arnoldo (1255–75)
- Walther I (1275–91)
- Eberardo (1291–95)
- Goffredo di Lötschibach (1295–1322)
- Bertoldo II (1322–49)
- Walther II (1350–53)
- Giovanni I di Immendingen (1353–57)
- Pietro I di Thannheim (1357–66)
- Jakob I Stahelin (1367–80)
- Ugo II (1380–82)
- Enrico II di Stein (1382–90)
- Enrico III Salatin (1390–92)
- Giovanni II di Stein (1392)
- Erhard (1392–1401)
- Benedetto I di Thannheim (1401–02)
- Giovanni III (1402–04)
- Giovanni IV Kanzler (1404–09)
- Enrico IV von Oettlingen (1409–14)
- Enrico V von Hornberg (1414–27)
- Giovanni V Tüffer (1427–39)
- Jakob II von Altensummerau (1439–43)
- Corrado von Hofen (1443–49)
- Burcardo von Mansberg (1449–53)
- Giovanni VI von Küssenberg (1453–69)
- Peter II Emhardt (1469–92)
- Simon Budner (1492–96)
- Peter III Gremmelsbach (1496–1512)
- Jodocus Kaiser (1512–31)
- Adam Guldin (1531–44)
- Magnus Thüringer (1544–1553)
- Johannes VII. Erb (1553–1566)
- Daniel Wehinger (1566–1580)
- Johannes Joachim Mynsinger von Frundeck (1580–1585)
- Gallus Vögelin (1585–1597)
- Michael Stöcklin (1597–1601)
- Johann Jakob Pfeiffer (1601–1609)
- Johannes VIII. Schwab (1609–1612)
- Johannes IX Held (1612–1614)
- Peter IV Münzer (1614–1637)
- Matthäus Welzenmüller (1637–1659)
- Placidus Rösch (1659–1670)
- Paulus Pastor (1670–1699)
- Maurus Höß (1699–1719)
- Ulrich Bürgi (1719–1739)
- Benedikt II Wülberz (1739–1749)
- Philipp Jakob Steyrer (1749–95)
- Ignaz Speckle (1795–1806)

## Sepolture
- Corrado I, duca di Zähringen.